# تشارلي ميلر
تشارلي ميلر (بالإنجليزية: Charlie Miller)‏ (18 مارس 1976 غلاسكو المملكة المتحدة - ) هو لاعب كرة قدم بريطاني يلعب كلاعب وسط.

## روابط خارجية
- تشارلي ميلر على موقع قاعدة بيانات كرة القدم.إي يو (الإنجليزية)
- تشارلي ميلر على موقع ناشيونال فوتبول تيمز (الإنجليزية)
- تشارلي ميلر على موقع Soccerbase.com (لاعب) (الإنجليزية)
- تشارلي ميلر على موقع عالم كرة القدم.نت (الإنجليزية)